# 時功旃
時功旃，山東济宁州人，清朝政治人物。同進士出身。
嘉慶十三年（1808年）戊辰科進士。道光七年（1827年）任江蘇宜興縣知縣。歷官吳江縣知縣。